# Louis Napoleon de Talleyrand-Périgord

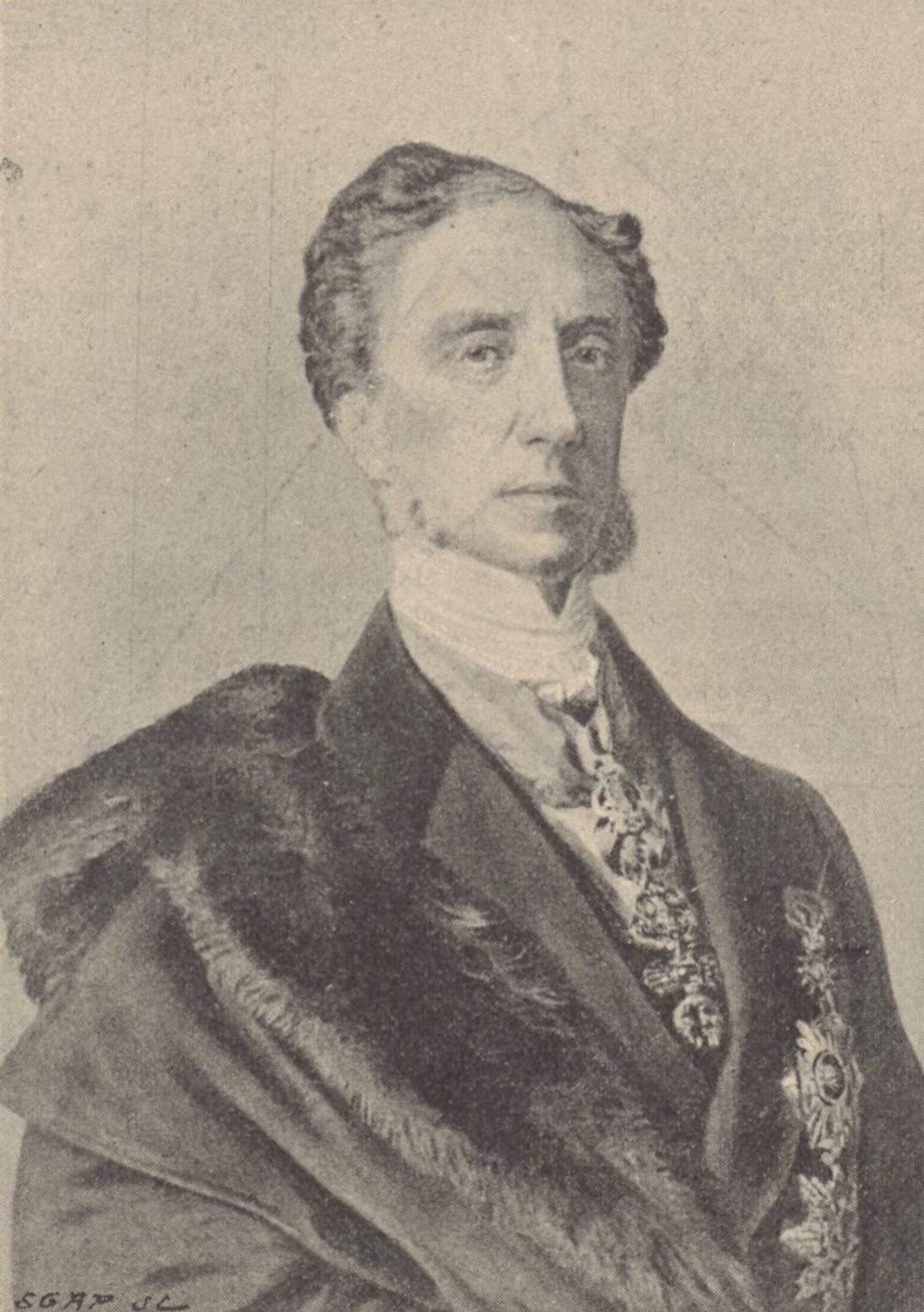
Louis Napoleon de Talleyrand-Périgord, 1898

Louis Napoleon de Talleyrand-Périgord (* 12. März 1811 in Paris; † 21. März 1898 in Berlin) war ein französischer Aristokrat, Soldat und Politiker. Er war Herzog de Talleyrand-Périgord und Herzog von Dino sowie ab 1829 Herzog de Valençay und ab 1862 Herzog von Sagan.

## Leben
Louis Napoleon de Talleyrand-Périgord wurde am 12. März 1811 in Paris als Sohn des Generals Edmond de Talleyrand-Périgord (1787–1872), Prinz Dino, später Herzog von Talleyrand-Périgord, und dessen Ehefrau Dorothea de Talleyrand-Périgord (1793–1862), Herzogin von Sagan, geboren.
Sein jüngerer Bruder war Alexandre Edmond (1813–1894), 3. Herzog von Dino, Marquis de Talleyrand, der Marie Valentine Josephine de Sainte-Aldegonde (1820–1891) heiratete. Seine jüngere Schwester war Josephine Pauline de Talleyrand-Périgord (1820–1890), die Henri de Castellane (1814–1847) heiratete.
1829 verlieh ihm Karl X. von Frankreich den Titel Duc de Valençay.
Wie sein Vater verfolgte er eine militärische Laufbahn. Nachdem er die Armee verlassen hatte, wurde er am 19. April 1845 in die Chambre des Pairs berufen, wo er mit den Unterstützern der Regierung Louis-Philippes stimmte.
Nach der Revolution von 1848 zog er sich ins Privatleben zurück. Als Mitglied der Jury der Exposition Universelle wurde er 1838 zum Ritter des spanischen Ordens vom Goldenen Vlies und am 30. Juni 1867 zum Offizier der Ehrenlegion ernannt. Am 12. März 1891 wurde er außerdem zum Ritter des Preußischen Schwarzen Adlerordens ernannt.

### Herzog von Sagan
1862, nach dem Tod seiner Mutter Dorothea von Sagan wurde Louis Napoleon Herzog von Sagan. Prinz Napoleon und seine Familie lebten seither in Valençay, Berlin und Sagan. In der Hauptstadt des Herzogtums Sagan unterstützte er lokale Initiativen seiner Mutter Dorothea, wie er auch die Stadtverwaltung unterstützte. Er unternahm Maßnahmen zur Verschönerung des Fürstenparks, der damals zu den besten in Deutschland zählte und mit dem Park von Sanssouci verglichen wurde.
Der Prinz verlor am 9. März 1895 seine zweite Frau, die in Berlin an den Folgen einer Grippe starb. Die Trauerfeier fand in der katholischen St.-Hedwigs-Kathedrale in Berlin statt, eine weitere Trauerfeier am 12. März in Sagan. Ihre letzte Ruhestätte fand Herzogin Rachel in der Grabkapelle auf dem katholischen Friedhof „auf dem Hügel“. Das Gebäude existiert noch heute.

### Tod
Louis-Napoleon de Talleyrand-Périgord starb am 21. März 1898 um 5.00 Uhr in seiner Wohnung in Berlin. Am Vortag war er bei der Vorstellung im Stützpunkt anwesend, von wo er um 22.30 Uhr in seine Wohnung zurückkehrte. Der Sarg mit seiner Leiche wurde mit der Eisenbahn nach Sagan transportiert. Die Beerdigung des Herzogs fand am 25. März statt. Beigesetzt wurde er in der Seitenkapelle des Mausoleums der Herzöge von Sagan in der Heilig-Kreuz-Kirche. Sein Sarkophag ist bis heute dort.

## Privatleben
In erster Ehe heiratete Louis Napoleon de Talleyrand-Périgord am 26. Februar 1829 in Paris Anneliese Alix Herzogin von Montmorency (* 13. Oktober 1810; † 13. September 1858), mit der er zwei Söhne und zwei Töchter hatte.
- Caroline Valentine de Talleyrand-Périgord (1830–1913), ⚭ 1852 Viscount Charles Henri d'Etchegoyen (1818–1885).
- Boson I. de Talleyrand-Périgord, später Herzog von Sagan, 4. Prinz de Talleyrand-Périgord (1832–1910),[6], ⚭ Jeanne Seillière (1839–1905), Erbin von Barryzahn.[7]
- Marie Pauline Yolande de Talleyrand-Périgord (1833–?)
- Nicolas Raoul Adalbert de Talleyrand-Périgord (1837–1915), Herzog von Montmorency, ⚭ 1866 Ida Marie Carmen Aguado y Mac Donnel (1847–1880).

Am 4. April 1861 heiratete er in zweiter Ehe Rachel Elizabeth Paulina de Castellane (1823–1895), Tochter des Bonifatius, Marschall de Castellane, verwitwete Gräfin Hatzfeldt (Witwe von Maximilian von Hatzfeldt-Trachenberg), mit der er eine dritte Tochter hatte:
- Marie Dorothée Louise Valençay de Talleyrand-Périgord (1862–1948), in erster Ehe seit 1881 ⚭ mit Karl Egon IV., Herzog von Fürstenberg (1852–1896); in zweiter Ehe 1898 mit Jean de Castellane (1868–1965).